# メアーニョ

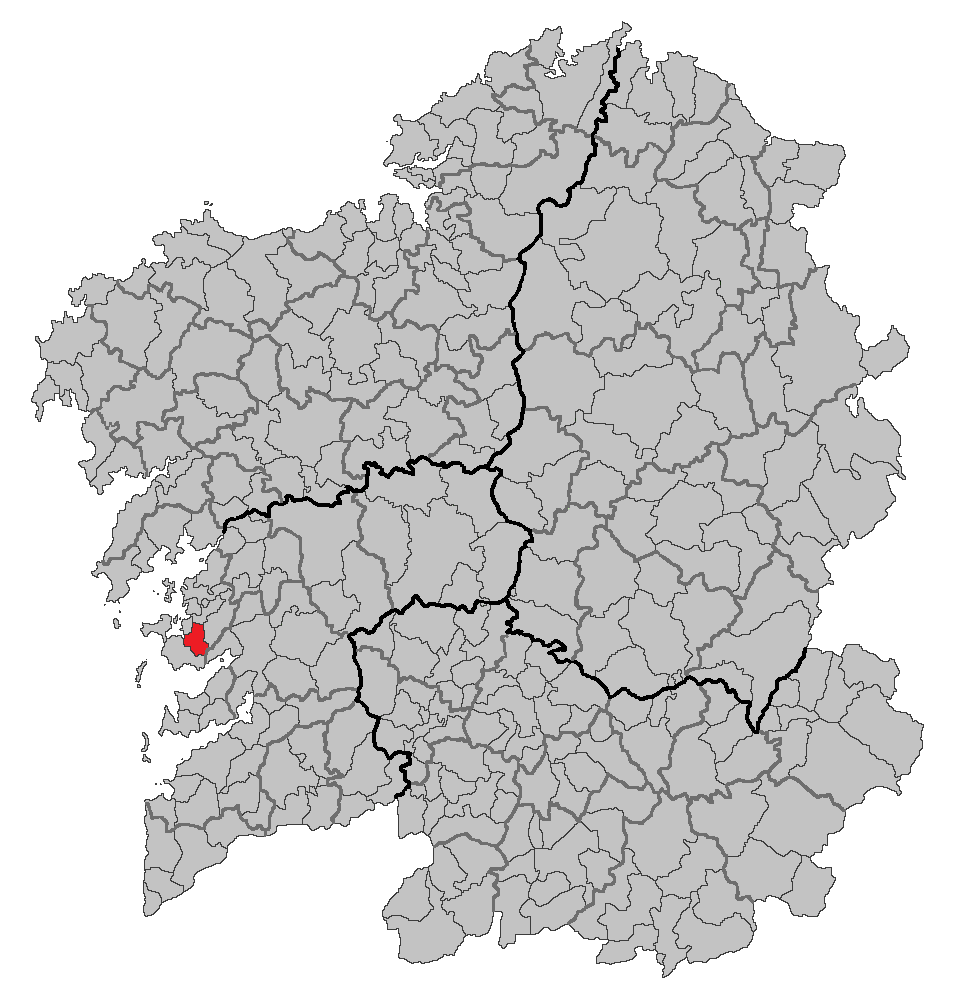
ガリシア州内の位置

メアーニョ（Meaño）は、スペイン、ガリシア州、ポンテベドラ県の自治体で、コマルカ・ド・サルネスに属する。ガリシア統計局によると、2012年の人口は5,453人（2010年：5,455人、2009年：5,465人、2005年：5,475人、2004年：5,489人）。
ガリシア語話者の自治体人口に占める割合は98.92%（2001年）。

## 地理
メアーニョは、ポンテベドラ県の北西部、コマルカ・ド・サルネスに属する。北はリバドゥミアと、東はメイス、ポイオと、南はサンシェンショと、西はカンバードスと接し、そしてリア・デ・アロウサに面している。自治体中心地区はメアーニョ教区のアス・コバス地区。
メアーニョはカンバードス司法管轄区に属す。

### 人口
住民は7の教区の59の地区（集落）に居住する。
| メアーニョの人口推移 1900－2010                         |
|                                                         |
| 出典:INE（スペイン国立統計局）1900年 - 1991年、1996年 - |

## 政治
自治体首長はガリシア国民党（PPdeG）のルルデス・ウチャ・バレーラ（Lourdes Ucha Varela）、自治体評議員はガリシア国民党：10、ガリシア社会党（PSdeG-PSOE）：2、ガリシア民族主義ブロック（BNG）：1となっている（2011年5月22日の自治体選挙結果、得票順）。
| 1999年6月13日自治体選挙 |        |        |          |
| 政党                    | 得票数 | 得票率 | 獲得議席 |
| IM                      | 2,377  | 66.71% | 10       |
| PPdeG                   | 834    | 23.41% | 3        |
| BNG                     | 205    | 5.75%  | 0        |
| PSdeG-PSOE              | 123    | 3.45%  | 0        |

首長当選者：ホルヘ・ドミンゲス・ロサル（IM）
| 2003年5月25日自治体選挙 |        |        |          |
| 政党                    | 得票数 | 得票率 | 獲得議席 |
| PPdeG                   | 2,322  | 68.37% | 10       |
| BNG                     | 649    | 19.11% | 2        |
| PSdeG-PSOE              | 393    | 11.57% | 1        |

首長当選者：ホルヘ・ドミンゲス・ロサル（PPdeG）
| 2007年5月27日自治体選挙 |        |        |          |
| 政党                    | 得票数 | 得票率 | 獲得議席 |
| PPdeG                   | 2,376  | 66.54% | 10       |
| PSdeG-PSOE              | 516    | 14.45% | 2        |
| BNG                     | 439    | 12.29% | 1        |
| PG                      | 202    | 5.66%  | 0        |

首長当選者：ホルヘ・ドミンゲス・ロサル（PPdeG）
| 2011年5月22日自治体選挙 |        |        |          |
| 政党                    | 得票数 | 得票率 | 獲得議席 |
| PPdeG                   | 2,415  | 74.15% | 10       |
| PSdeG-PSOE              | 441    | 13.54% | 2        |
| BNG                     | 348    | 10.68% | 1        |

首長当選者：ホルヘ・ドミンゲス・ロサル（PPdeG）

## 教区
メアーニョは7の教区に分けられる。太字は自治体中心地区のある教区。
- コバス（サンタ・クリスティーナ）
- デーナ（サンタ・エウラリア）
- ローレス（サン・ミゲル）
- メアーニョ（サン・ショアン）
- パドレンダ（サン・マルティーニョ）
- シーメス（サンタ・マリーア）
- シル（サンタ・エウラリア）